# Odo Marquard
Odo Marquard (* 26. Februar 1928 in Stolp, Hinterpommern; † 9. Mai 2015 in Celle) war ein deutscher Philosoph und Essayist. Er war ordentlicher Professor für Philosophie an der Justus-Liebig-Universität Gießen (1965–1993) und Mitglied des Münsteraner Collegium philosophicum, eines Kreises der Ritter-Schule, dem auch Hermann Lübbe, Robert Spaemann, Martin Kriele u. a. m. angehörten.
Marquard bezeichnete sich selbst als pyrrhonischen Skeptiker, Usualisten und – mit der ihm eigenen Selbstironie – als „Transzendental-Belletristen“ oder auch als „transzendentalen Entertainer“. Er gilt als „Virtuose des Bonmots“. Wegen seiner Unterhaltsamkeit, der Leichtigkeit seines Stils und seiner pointierten, oft doppeldeutigen Formulierungen war Odo Marquard ein viel gefragter Vortragsredner und Laudator. Durch seinen Wortwitz und Esprit wurde er auch jenseits der philosophischen Fachkreise bekannt.

## Lebensweg

### Kindheit und Jugend
Am 26. Februar 1928 wurde Odo Marquard in Stolp, heute polnisch Słupsk, in Hinterpommern geboren. Sein Vater, Otto Marquard, war Naturwissenschaftler, promovierter Zoologe und Regierungsfischereirat. Von 1940 bis 1945 war er Internats-Schüler, „Ordensjunker“ einer Adolf-Hitler-Schule, einer NS-Ausleseschule in Kolberg (Pommern). 1945 wurde Marquard zunächst als Flakhelfer, dann als Mitglied des Volkssturms eingesetzt. Er geriet in amerikanische Kriegsgefangenschaft, aus der er alsbald entlassen wurde. Später berichtete Marquard über das Kriegsende: „Das Jahr 1945 erlebte ich, gerade 17 geworden und indoktriniert, wie ich war, vor allem als Zusammenbruch. Zurück blieben Irritation, Ernüchterung und Distanz zu weltanschaulichen Doktrinen.“
Der 17-jährige Marquard musste den Verlust seiner pommerschen Heimat verschmerzen. Als Vertriebener suchte er zunächst Zuflucht bei seiner Tante in Ostfriesland, auf der Insel Norderney. 1946 legte er im hessischen Treysa zum zweiten Mal das Abitur ab, weil seine in der Adolf-Hitler-Schule bestandene Reifeprüfung im Nachkriegs-Deutschland nicht anerkannt wurde.

### Wissenschaftliche Laufbahn
Odo Marquard sagte im Rückblick:

„Ich kam in die Philosophie wie die Wespe in die Cola-Flasche: Weil ich intellektuell naschhaft bin und die Philosophie süß zu sein scheint und weil, als ich merkte, dass sie ernst und gefährlich ist, es schon zu spät war, noch herauszukommen.“

Marquard studierte von 1947 bis 1954 in Münster an der Westfälischen Wilhelms-Universität Philosophie bei Joachim Ritter sowie Germanistik, Kunstgeschichte, evangelische und katholische Theologie. 1954 promovierte er in Freiburg an der Albert-Ludwigs-Universität bei Max Müller mit dem Thema Zum Problem der Logik des Scheins im Anschluss an Kant.
Von 1955 bis 1963 war er wieder in Münster an der Westfälischen Wilhelms-Universität als wissenschaftlicher Assistent Joachim Ritters. 1963 habilitierte er sich dort bei Ritter mit dem Thema Über die Depotenzierung der Transzendentalphilosophie. Einige philosophische Motive eines neueren Psychologismus in der Philosophie. Im Anschluss lehrte er als Privatdozent Philosophie in Münster und wurde zwei Jahre später zum ordentlichen Professor für Philosophie ernannt.
Von 1965 bis 1993 lehrte er als ordentlicher Professor bis zu seiner Emeritierung Philosophie an der Justus-Liebig-Universität Gießen. Von 1980 bis 1985 war er Mitherausgeber der Werkausgabe Helmuth Plessner, Gesammelte Schriften in 10 Bänden, die im Suhrkamp-Verlag erschienen ist. Von 1985 bis 1987 war er Präsident der Deutschen Gesellschaft für Philosophie.
1993 wurde Marquard emeritiert. Danach war er weiterhin wissenschaftlich tätig. So war er an der Herausgabe des 13-bändigen Historischen Wörterbuchs der Philosophie (HWPh) beteiligt (1971–2007), mit Artikelbeiträgen wie Anthropologie, Kompensation, Leerformel, Lustprinzip, Malum u. a. m.
Bis ins hohe Alter erhielt der Philosoph zahlreiche Ehrungen sowie Gratulationen in den Medien und war als Festredner und Laudator ein gefragter Gastredner. Marquard starb im Alter von 87 Jahren am 9. Mai 2015 in Celle.

### Familie
Marquard war seit 1960 bis zu seinem Tod mit der Romanistin Edeltraut Luise Marquard geb. Wlosok verheiratet. Das Paar hatte einen Sohn und drei Enkelkinder. In den letzten zweieinhalb Jahren seines Lebens wohnte Marquard mit seiner Frau in einem Seniorenheim in Celle, um in der Nähe ihres Sohnes Felix zu sein. Felix Marquard war Arzt mit einer Praxis für Onkologie und Hämatologie in Celle. Er starb im Jahr 2014, ein Jahr vor seinem Vater, bei einem Verkehrsunfall in Australien. Edeltraut Luise Marquard starb im Jahr 2020.

## Philosophisches Schaffen

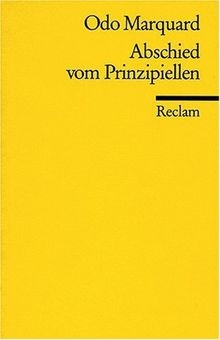
Titelblatt des ersten der sechs Reclam-Bändchen, in denen Marquards Essays von 1981 bis 2007 erschienen sind

Odo Marquard hat kein Opus magnum hinterlassen, sondern stattdessen eine Fülle von Essays. Für sein philosophisch-literarisches Genre prägte er den Ausdruck „Transzendental-Belletristik“. Seine Essay-Sammlungen erschienen als preisgünstige Reclam-Hefte und waren damit einem breiten Publikum zugänglich. Diese Aufsatzsammlungen tragen Titel wie Abschied vom Prinzipiellen (1981, sechs Aufsätze), Apologie des Zufälligen (1986, sieben Aufsätze), Skepsis und Zustimmung (1994, neun Aufsätze), Philosophie des Stattdessen (2000, 13 Aufsätze), Individuum und Gewaltenteilung (2004, 12 Aufsätze), Skepsis in der Moderne (2007, 10 Aufsätze), u. a. m. Viele der Essays sind von Marquard auch als Festvorträge gehalten worden.

„Philosophie muss von der Art sein, dass zumindest der Autor sie versteht.“

Marquard bemühte sich in seinen Schriften und Vorträgen stets um eine „verständliche und alltagstaugliche Sprache“. Seine Essays verbinden stilistische Eleganz und hintersinnigen Humor mit dem Humanismus des relativistischen Aufklärers. Lesegenuss zu bereiten war ihm ein Anliegen. 
In Anlehnung an Kants Transzendentalphilosophie versuchte Marquard schreibend, die „Bedingung der Möglichkeit“ von Erkenntnis zu erkunden. Er ermöglicht es seinen Lesern, an der allmählichen Entstehung seiner philosophische Ideen teilzuhaben. Der Leser wird Zeuge eines Philosophierens, das beständig um Klarheit ringt, „behutsam sich vortastend“.

„Marquard lesen, das kommt einem Dialog mit einem geistreichen, sensiblen und im hohen Maße unterhaltsamen guten Freund gleich.“

### Wende zur Skepsis
Odo Marquards frühe Arbeiten widmen sich besonders den Beziehungen zwischen Ästhetik und Therapeutik, zum Beispiel der Wiederkehr idealistischer Motive Schellings in Sigmund Freuds Psychoanalyse.
Marquard gehörte zur „skeptischen Generation“ (eine Begriffsbildung des Soziologen Helmut Schelsky). Mit dem Zusammenbruch 1945 „kam es zum Enttäuschungsschock; die Folge waren Prozesse der Entpolitisierung und Entideologisierung des jugendlichen Bewusstseins“.
Bei Marquard führte dieser Schock zu seiner „Wende zur Skepsis“, zu seinem „Abschied vom Prinzipiellen“. Dies bedeutet eine Abkehr von Absolutheitspositionen und Letztbegründungsversuchen.
Vita brevis, das Leben ist kurz: Die Denkfigur der Endlichkeit durchzieht Marquards Schriften. Die kurze Lebensdauer zwinge den Menschen dazu, die Vorstellung des Absoluten, des Vollendeten, aufzugeben:

„Der Mensch ist kein absolutes Wesen, sondern er ist als endliches Wesen […] ein primärer Taugenichts, der sekundär zum ‚homo compensator‘ wird. Er ist nicht so gut gestellt, dass er es sich leisten könnte, das Unvollkommene zu verschmähen; er ist angewiesen auf Vizelösungen, auf die zweitbesten Möglichkeiten, auf das, was nicht das Absolute ist.“

Marquard wendet sich gegen ein Übermaß an Sinnerwartung. Die Antwort auf die Frage, ob das Leben sich lohnt, hänge eher an den nächsten als an den letzten Dingen: „Die Menschen verzweifeln nicht, solange sie immer gerade noch etwas zu erledigen haben: die Milch am Überkochen zu hindern. […] dieser kleine Sinn reicht aus, um ein Leben zu führen.“ Diese Bewertung entspricht der Deutung Camus’ in seinem Essay Der Mythos des Sisyphos, man müsse sich Sisyphos als glücklichen Menschen vorstellen, weil er immer etwas zu tun hat, sei es auch eine sinnlose Tätigkeit.

### Apologie des Zufälligen
Ein bekanntes Zitat aus Marquards Essay Apologie des Zufälligen lautet: „Wir Menschen sind stets mehr unsere Zufälle als unsere Wahl.“ Jürgen Kaube wählte dieses Zitat als Überschrift seines Nachrufs auf Odo Marquard in der FAZ.
Mit seiner Verteidigung („Apologie“) des Zufalls nimmt Marquard eine Gegenposition zu Jean-Paul Sartre ein, der in seinem Hauptwerk Das Sein und das Nichts das Menschsein an der Möglichkeit zu wählen festgemacht und dies in der Formel le choix que je suis („die Wahl, die ich bin“) verdichtet hatte. Marquard sieht darin ein „Programm der Absolutmachung des Menschen“. Er stellt seine eigene Position dagegen, dass der Mensch nur begrenzt wählen kann und der Zufall eine dominante Rolle spielt: „Wir sind nicht absolut, sondern endlich. Eine Philosophie, die – skeptisch – diese Untilgbarkeit des Zufälligen geltend macht, ist, insofern, die Apologie des Zufälligen.“
Marquard unterscheidet dabei das „Beliebigkeitszufällige“ (das, was auch anders sein könnte, weil wir darauf Einfluss haben) und das „Schicksalszufällige“ (das, was auch anders sein könnte, obwohl wir es nicht ändern können):

„Es sind nun – meine ich – überwiegend Zufälle dieser zweiten Art (also Zufälle von der Art des Schicksalszufälligen), die als natürliche und geschichtliche Gegebenheiten und Geschehnisse, welche uns zustoßen, unser Leben ausmachen. Das beginnt – um mit dem Anfang anzufangen – mit unserer Geburt: wir könnten auch nicht – oder zu anderer Zeit, in anderer Weltgegend, in anderer Kultur und Lebenslage – geboren sein; aber wenn wir es nun einmal sind, können wir das alles nicht mehr annullieren.“

Der große Einfluss des Zufalls führt nicht zu Chaos. „Schicksalszufällige“, vom Schicksal zugeteilte Rahmenbedingungen des Lebens sind unter anderem das eigene Geschlecht sowie Umweltfaktoren wie Sprache, Kultur, Tradition und Sitten. Sie prägen das Leben dauerhaft und geben ihm ein hohes Maß an Kontinuität.

### Mut zur Bürgerlichkeit
„Vernünftig ist, wer den Ausnahmezustand vermeidet.“

Vernünftig sei, wer statt für gesellschaftspolitische, revolutionäre Utopien – „fiat utopia, pereat mundus“ –, für die menschliche Endlichkeit und für ihre Kompensationen eintrete.
Demokratische, liberale, bewahrenswerte Verhältnisse wie in der Bundesrepublik zugunsten revolutionärer Prinzipien aufs Spiel zu setzen, sei eine „als Reflexion zelebrierte Dummheit“, denn es gebe keine „Nichtverschlechterungsgarantie“. Nicht die Bürgerlichkeit sei falsch, sondern ihre Verweigerung: die Romantik der Revolution oder die romantische Verklärung des Ausnahmezustands, den Revolutionäre herbeiführen möchten.
Als „Verweigerungverweigerer“ attackiert Odo Marquard seit Anfang der siebziger Jahre mit Wortwitz und Ironie die „linken Negationsapostel“ der 68er-Generation und der Kritischen Theorie.

### Abschied von der Geschichtsphilosophie
„Die Geschichtsphilosophen haben die Welt nur verschieden verändert; es kömmt darauf an, sie zu verschonen.“

Mit dieser pointierten Travestie des bekannten Marx-Zitates „Die Philosophen haben die Welt nur verschieden interpretiert; es kömmt drauf an, sie zu verändern“ erteilt Marquard teleologischen geschichtsphilosophischen Entwürfen eine Absage. Nach seiner Überzeugung erstrebe die Weltgeschichte weder ein eschatologisches oder soteriologisches Ziel, noch lasse sie sich auf solche utopischen Ziele hin steuern.
Weltbeglückungsplänen steht er skeptisch gegenüber. Er wendet sich gegen die menschliche Hybris, ideologisch verblendet, in einer Tabula rasa mit der Vergangenheit aufräumen und alles neu schaffen zu wollen, statt an die Vernunft des Bestehenden anzuknüpfen.
In seiner Schrift Schwierigkeiten mit der Geschichtsphilosophie warnt Marquard davor, dass der „geschichtsphilosophische Ausgang der Menschen aus ihrer selbstverschuldeten Unmündigkeit durchaus in der ‚Schlüsselgewalt‘ ihrer selbstverschuldeten Vormünder“ enden könne.

### Unvermeidlichkeit der Geisteswissenschaften
„Je moderner die moderne Welt wird, desto unvermeidlicher werden die Geisteswissenschaften.“

Die Geisteswissenschaften sind „erzählende“ Wissenschaften. Sie antworten auf die Geschichtslosigkeit der modernen Welt, der Welt der experimentellen Naturwissenschaften. Marquard knüpft an die Überlegungen seines Lehrers Joachim Ritter an und führt aus, dass geisteswissenschaftliche Orientierungen in der modernen technischen Welt nicht etwa überflüssig, sondern geradezu unverzichtbar geworden seien. Sie helfen, den beschleunigten Wandel der modernen Zivilisation durch den Rückgriff auf kulturelle Bestände kompensieren zu können. Den Geisteswissenschaften kommt die Aufgabe zu, die unvermeidlichen Schädigungen der menschlichen Lebenswelt im Zuge des Prozesses der Modernisierung durch ihr Erzählen auszugleichen. „Narrare necesse est“, Erzählen tut not:

„Denn die Menschen: das sind ihre Geschichten. Geschichten aber muss man erzählen. Das tun die Geisteswissenschaften: sie kompensieren Modernisierungsschäden, indem sie erzählen; und je mehr versachlicht wird, desto mehr – kompensatorisch – muß erzählt werden: sonst sterben die Menschen an narrativer Atrophie. […] Je moderner die moderne Welt wird, desto unvermeidlicher werden die Geisteswissenschaften, nämlich als erzählende Wissenschaften.“

### Lob der Vielfalt – Kritik des „Über-Wir“
„Das Über-Wir: das Gewissen, das man – statt es zu haben – nur noch ist: der absolute Diskurs.“

In Lob des Polytheismus. Über Monomythie und Polymythie bricht Marquard eine Lanze für die pluralistische Demokratie, für Gewaltenteilung und die Vielfalt der Meinungen. In der Aufsatzsammlung Apologie des Zufälligen setzt er sich in eine Gegenposition zu Philosophien des Prinzipiellen mit ihren Letztbegründungsversuchen, namentlich zur Kritischen Theorie der Frankfurter Schule um Max Horkheimer und Theodor W. Adorno sowie zur Diskursethik um Jürgen Habermas und Karl-Otto Apel.

„Diese Konjunktur des Legitimationsverlangens ist ein Phänomen, das man sehen und darum benennen muss; und weil es alles gewissermaßen zum Tribunal macht, nenne ich es: die Tribunalisierung der modernen Lebenswirklichkeit.“

In dem Essay Das Über-Wir lehnt Marquard die Diskursethik als neue sozialpsychologische Metainstanz, das „Über-Wir“, als „Übertribunalisierung“ ab. Sigmund Freuds Über-Ich, das individuelle Gewissen, der innere Kantische Gerichtshof, werde im idealen Diskurs, dem „Gewissensbildiungskollektiv“, zu einem kollektiven Gewissen, zu einem Über-Tribunal, zum „Über-Wir“, das sich nicht mehr an überlieferten Konventionen orientiere. Die Verdächtigungsregel der Diskursethik gegen alle traditionellen Üblichkeiten und Normen lautet: „in dubio contra traditionem, sive conventiones“, im Zweifel gegen die Tradition, gegen die Konventionen.
Marquard kritisiert den herrschaftsfreien Diskurs als „Luxusmodell“, das den absoluten Konsens zum Ziel habe. „In diesem universalistischen Diskurs ist Vielheit – die Vielfalt der Meinungen – nur als Ausgangskonstellation gestattet.“

„Der Skeptiker redet mit allen, der Diskursethiker letztlich nur mit Gleichgesinnten.“

### Theodizee
„Wenn mich einer fragt, woran ich arbeite, dann sage ich: Am Theodizeeproblem. Und wenn er weiter fragt: Wieviele Antworten hast du schon? Dann sage ich: Keine. Aber beim Theodizeeproblem ist das schon viel.“

Odo Marquard kommt in seinen Vorträgen und Schriften immer wieder auf die Theodizee zu sprechen, auf die Frage nach der Rechtfertigung Gottes angesichts des Übels in der Welt. Aus der Spätantike (Boethius, Lactantius) ist diese Frage einer griffigen lateinischen Formel überliefert: Si Deus, unde malum? – „Wenn Gott existiert, woher kommt dann das Böse?“
1710 prägte Leibniz den Neologismus Theodizee. Er verteidigte in seinen Essais de Théodicée Gott als den „bestmöglichen Schöpfer der bestmöglichen Welt“. Nach Marquard hat Leibniz damit das „Tribunal der Vernunft“ und ein „Tribunalisierungsprogramm“ in der Philosophie der Neuzeit eingeführt. Dem gütigen Schöpfergott, der Übel und Leid in der Welt zulässt, wird der Prozess gemacht. Ankläger und Verteidiger Gottes ist jeweils der Mensch. Alles und jedermann ist zur Legitimation verpflichtet, muss sich vor dem Gerichtshof der Vernunft rechtfertigen und muss sich um „Entlastung“ bemühen. Marquard merkte an, Metaphysiker hätten gelernt, mit Problemen nicht fertig zu werden, und dies lasse sich auf das Theodizeeproblem anwenden. Am besten sei es, viele Antworten zu geben, denn dies bewahre vor Dogmatismus:

„Deshalb ist der Skeptiker verliebt in jene Metaphysik, die so viele Antworten produziert, dass sie einander wechselseitig neutralisieren, und gerade dadurch – teile und denke! – die Probleme offenlässt […] Just so – darum mag sie der Skeptiker – ergeht es der Metaphysik und so auch der Theodizee; von ihren Problemen hat sie gelöst: keines. Jedoch: für Menschen ist das schon viel!“

Marquard unterscheidet verschiedene Theodizeemotive:
- das Theodizeemotiv der „Autonomisierung“, eine „post-theistische“ Theodizee. Aus dem Prozess Gottes wird eine „Anthropodizee“. Der autonome Mensch wird als Verursacher aller Übel selbst zum Angeklagten, der Mensch klagt sich selber an. Diese Radikalisierung des Theodizeemotivs der „Autonomisierung“, bezeichnet Marquard verballhornend als „Atheismus ad maiorem Dei gloriam“.[67] Danach sei die Vorstellung eines gütigen Gottes, der doch wegen seiner Allgüte auf die Schöpfung hätte verzichten müssen, nur um den Preis seiner Nichtexistenz zu bewahren. „Atheismus ad maiorem Dei gloriam“ meint also den Schluss von der Güte Gottes auf seine Nichtexistenz. Marquard formuliert pointiert: „Theodizee gelungen. Gott tot.“[68] Die These der sich daraus entwickelnden Geschichtsphilosophie lautet, nach dem Tode Gottes sei der Mensch der Schuldige aller Übel. Er werde zum Herrn der Geschichte und habe nun die Verantwortung, die Welt zu verbessern. Marquard indes steht Weltverbesserungsprojekten der Geschichtsphilosophen skeptisch gegenüber.[69]
- das Theodizeemotiv der „Malitätsbonisierung“, der Gedanke, dass die Übel so übel nicht sind, „Entübelung der Übel“ (das Gute am Schlechten). Entübelt wird zum Beispiel der Irrtum – „wir irren uns empor“ (Karl Poppers Falsifikationismus); entübelt wird das Nichtschöne in der modernen Kunst; „Entbösung des Bösen“ in Nietzsches Moralkritik durch die „Umwertung aller Werte“.
- das Theodizeemotiv der „Bonitätsmalisierung“ (das Schlechte am Guten). Die Positivierung des Übels zum Guten negativiert zugleich das traditionelle Gute zum Übel.
- das Theodizeemotiv der „Kompensation“. Marquard setzt sich insbesondere mit dem Theodizeemotiv „Kompensation“ auseinander, dem Versuch einer „Entlastung“ des Menschen durch Ausgleich, als Ausdruck der Weltbejahung.[70] Den Menschen gelinge es, Übel und Mängel durch vielfältige Mechanismen zu „kompensieren“. Weder die optimistische Leibnizsche Formel von der „besten aller möglichen Welten“ noch Schopenhauers pessimistische Formel von der „schlechtesten unter den möglichen“[71] beschreiben nach Marquard die Welt treffend: „Die Welt ist gewiss nicht der Himmel auf Erden, aber auch nicht die Hölle auf Erden, sondern die Erde auf Erden.“[72]

### Kompensationsphilosophie

#### Der „Homo compensator“
„Der Kompensationsbegriff – nota bene – kommt philosophisch zunächst aus der Theodizee (Gott – schrieb Leibniz – hat die Übel durch Annehmlichkeiten ‚kompensiert‘); erst dann wurde er zur psychoanalytischen Vokabel und – bei Helmuth Plessner und Arnold Gehlen – zum Leitbegriff der Anthropologie sowie – bei Joachim Ritter – zum Bestandteil der Theorie der modernen Welt.“

Marquards „Kompensationsphilosophie“ steht im Mittelpunkt seines philosophischen Denkens. Im Anschluss an Helmuth Plessner, Arnold Gehlen und Joachim Ritter übernimmt Marquard deren Begrifflichkeiten „Mängelwesen“ und „Kompensation“. Infolge seiner Instinktmangelhaftigkeit wäre der Mensch lebensunfähig, wenn er nicht die Fähigkeit besäße, die eigenen Unzulänglichkeiten durch Kultur auszugleichen, zu kompensieren. In seiner Aufsatzsammlung Philosophie des Stattdessen definierte Marquard den Menschen als „Homo compensator“ und schuf damit ein neues Homo-Epitheton. Er beschrieb den Menschen als einen „Defektflüchter“, der Mängel und Defizite nicht durch direkte Aktionen, sondern durch umweghafte Reaktionen bewältige. Wie sein Lehrer Joachim Ritter plädiert er dafür, dass die Entzweiung zwischen rationalem Fortschritt und verschiedenen Herkunftstraditionen nicht überwunden, sondern ausgehalten werden müsse.

„Der ‚Homo compensator‘ ist derjenige, der ‚etwas stattdessen tut‘, indem er nach Alternativen zum Vorhandenen sucht […] Er ist ein Virtuose des pragmatischen Ausgleichs.“

Auch den Geist der 68er-Bewegung erklärt Marquard durch seine Kompensationsthese: Demnach hätten die Achtundsechziger gegen eine demokratische Obrigkeit rebelliert, um zu kompensieren, dass die Generation ihrer Eltern nicht gegen die NS-Diktatur rebelliert hat. Er spricht in diesem Kontext von „nachträglichem Ungehorsam“.

#### Kompensation der Inkompetenz der Philosophie
Im traditionellen Selbstverständnis wird die Philosophie als „Mutter aller Wissenschaften“ gepriesen, und der Philosoph ist nach der Tradition der Experte fürs Totale, fürs Ganze. Odo Marquard zeichnet als „notorischer Defätist“ ein gegenteiliges Bild der Philosophie. Sie sei immer mehr in die Rolle einer Dienstleisterin für andere Wissenschaften hineingedrängt worden. Bei ihren Versuchen, ihre Kompetenzverluste auszugleichen, zu kompensieren, sei aus der stolzen Mutter aller Wissenschaften eine „Magd der Wissenschaften“ geworden:
- ancilla theologiae: eine Magd der Theologie. Die Philosophie verlor ihre Heilskompetenz und kompensierte den Bedeutungsverlust in der Scholastik als Ideologielieferantin für das Christentum.
- ancilla scientiae: eine Magd der Naturwissenschaften. Sie verlor ihre technologische Kompetenz und kompensierte den Verlust als Wissenschaftstheorie.
- ancilla emancipationis: eine Magd der Emanzipation. Sie verlor ihre politische Kompetenz und kompensierte den Verlust als Geschichtsphilosophie.

So verbleibe der Philosophie der Gegenwart nur noch ihre „Inkompetenzkompensationskompetenz“: „Erst war die Philosophie kompetent für alles; dann war die Philosophie kompetent für einiges; schließlich ist die Philosophie kompetent nur noch für eines: nämlich für das Eingeständnis der eigenen Inkompetenz.“
Selbstironisch merkte Marquard an, dass im heutigen Zeitalter des Wissenschaftstourismus der Philosoph von diversen Gremien gerne zu Vorträgen eingeladen werde, um als „transzendentaler Stuntman“ aufzutreten: „Der Philosoph ist nicht der Experte, sondern der Stuntman des Experten: sein Double fürs Gefährliche.“

## Sprachspielereien mit Esprit
„Witz verlangt Kürze, und Marquard war als Schriftsteller ein Meister dieser heiteren Kürze, durch die er seine Leser in menschlichen Lebenslagen zwischen Zeitmangel und Langeweile zu entlasten hoffte. Das ist ihm gelungen. Im Lande Heideggers ist die Demonstration bekömmlich, dass der Ernst der Philosophie auch unterhalten kann. Keiner unter den deutschen Philosophen außer Marquard fällt einem ein, dem man hätte zutrauen mögen, eine Preisrede auf Loriot zu halten, und schon der Titel, unter die er sie gestellt hat, ist nach Präzision und Unvergesslichkeit unüberbietbar: ‚Loriot lauréat‘.“

Odo Marquard würzte seine Texte und Vorträge mit geistreichen Sprachspielereien. Manche Wortneuprägungen dieses humorvollen, unterhaltsamen Aphoristikers sind quasi zu geflügelten Worten mutiert:
- „Wacht am Nein“[85], „Njet-Set“[86], „Über-Wir“[87] und das mit doppelter Negation spielende Wort-Monstrum „Inkompetenzkompensationskompetenz“.

Stilmittel seines spöttisch-ironisierenden Sprachhumors sind unter anderem:
- Verballhornung, Travestie bekannter geflügelter Worte, wie
  - „Atheismus ad maiorem Dei gloriam“ (Atheismus zur größeren Ehre Gottes – eine antithetische Verballhornung des lateinischen Wahlspruchs des Jesuitenordens „Omnia ad maiorem Dei gloriam“[88])
  - „Hier stehe ich und kann auch immer noch anders“[89] (Parodie des bekannten Luther-Zitates „Hier stehe ich, ich kann nicht anders“)
  - „Philosophie ist, wenn man trotzdem denkt“[90] (in Variation zum Bierbaum-Zitat „Humor ist, wenn man trotzdem lacht“)
  - „Narrare necesse est“[50] (Erzählen tut not; der lateinische Sinnspruch lautet im Original: „Navigare necesse est“, Seefahrt tut not)

- Oxymoronartige Wort-Neuschöpfungen und Wendungen wie:
  - „Ich bin ein Weigerungsverweigerer“[91]
  - „Entübelung der Übel“, „Malitätsbonisierung“[92]:S. 22 und „Bonitätsmalisierung“[92]:S. 24
  - „Die Entlastung vom Negativen disponiert zur Negativierung des Entlastenden“[93]

- Sentenzen à la Marquard:
  - „Zukunft braucht Herkunft“[94]
  - „Vernünftig ist, wer den Ausnahmezustand verweigert“[42]
  - „Bildung ist der Verzicht auf die Anstrengung, dumm zu bleiben“[95][61]

## Auszeichnungen
- 1984: Sigmund-Freud-Preis für wissenschaftliche Prosa[16]
- 1990: Hessischer Verdienstorden[16]
- 1992: Erwin-Stein-Preis[16][96]
- 1994: Ehrendoktorwürde der Universität Jena
- 1995: Ernennung zum ordentlichen Mitglied der Deutschen Akademie für Sprache und Dichtung in Darmstadt
- 1995: Bundesverdienstkreuz 1. Klasse[16]
- 1996: Ernst-Robert-Curtius-Preis für Essayistik[16]
- 1997: Hessischer Kulturpreis für Wissenschaft[16]
- 1998: Cicero-Rednerpreis
- 2008: Großes Bundesverdienstkreuz[16][97]
- 2018: Ausstellung der Universitätsbibliothek Gießen Odo Marquard als Maler und Zeichner, postume Ehrung anlässlich des 90. Geburtstages[98]

## Schriften
- Zum Problem der Logik des Scheins im Anschluss an Kant. Über Möglichkeiten und Grenzen einer kompromittierenden Genealogie der Metaphysik. Dissertation, Freiburg im Breisgau 1954.
- Schwierigkeiten mit der Geschichtsphilosophie. Suhrkamp (stw 394), Frankfurt am Main 1973, ISBN 3-518-27994-7.
- Exile der Heiterkeit. In: Wolfgang Preisendanz, Rainer Warning (Hrsg.): Das Komische. München 1976, S. 133–151.
- Abschied vom Prinzipiellen. Reclam (UB 7724), Stuttgart 1981, ISBN 3-15-007724-9.
- Skeptische Methode im Blick auf Kant. (Symposion Bd. 4) Alber, Freiburg/München 1958, 3. unveränd. Aufl. 1982, ISBN 3-495-44033-X.
- Apologie des Zufälligen. Philosophische Überlegungen zum Menschen. Reclam (UB 8351), Stuttgart 1986, ISBN 3-15-008351-6.
- Skeptische Betrachtungen zur Lage der Philosophie. In: Rüdiger Bubner et al.: Wozu Philosophie? Stellungnahmen eines Arbeitskreises, Hrsg.: Hermann Lübbe, Walter de Gruyter, Berlin 1978, ISBN 3-11-007513-X, S. 70–90. eingeschränkte Vorschau in der Google-Buchsuche
- Transzendentaler Idealismus, romantische Naturphilosophie, Psychoanalyse (= Habil. 1962). Dinter, Köln 1987.
- Aesthetica und Anaesthetica. Schöningh, Paderborn 1989, ISBN 3-7705-3750-5.
- Skepsis und Zustimmung. Reclam (UB 9334), Stuttgart 1994, ISBN 3-15-009334-1.
- Glück im Unglück. Fink, München 1995, ISBN 3-7705-3065-9.[99]
- Philosophie des Stattdessen. Studien. Reclam (UB 18049), Stuttgart 2000, ISBN 978-3-15-018049-5.
- Skepsis als Philosophie der Endlichkeit. Bonner Philosophische Vorträge und Studien, Bd. 18, Hrsg. von Wolfram Hogrebe, Bonn: Bouvier 2002, ISBN 3-416-03007-9.
- Zukunft braucht Herkunft. Reclam (Reihe Reclam), Stuttgart 2003, ISBN 3-15-050040-0.
- Individuum und Gewaltenteilung. Reclam (UB 18306), Stuttgart 2004, ISBN 3-15-018306-5.
- Skepsis in der Moderne. Reclam (UB 18524), Stuttgart 2007, ISBN 3-15-018524-6.
- Plädoyer für die Einsamkeitsfähigkeit (2012)
- Endlichkeitsphilosophisches. Über das Altern. Hrsg. von Franz Josef Wetz. Reclam (UB 20278), Stuttgart 2013, ISBN 978-3-15-020278-4.
- Der Einzelne. Vorlesungen zur Existenzphilosophie. Hrsg. von Franz Josef Wetz. Reclam (UB 19086), Stuttgart 2013, ISBN 978-3-15-019086-9.

## Sekundärliteratur
- Felix Dirsch: Konservativer Skeptiker zwischen Herkunft und Zukunft. Autorenporträt Odo Marquard. In: Criticón Nr. 181, Frühling 2004 (PDF; 956 kB), S. 43–48.
- Arne Jaitner: Zwischen Metaphysik und Empirie. Zum Verhältnis von Transzendentalphilosophie und Psychoanalyse bei Max Scheler, Theodor W. Adorno und Odo Marquard. Königshausen & Neumann, Würzburg 1999 (= Epistemata Band 262), ISBN 3-8260-1722-6.
- Jens Hacke: Bürgerlichkeit aus dem Geist der Skepsis. Dem Philosophen Odo Marquard zum 80. Geburtstag. In: Die Politische Meinung. Nr. 461, April 2008, S. 70–72 (PDF; 591 kB).
- Alois Halbmayr: Die Theodizee und ihre Erben. Eine Erinnerung an Odo Marquard. In: Sinn und Form, 6/2017, ISBN 978-3-943297-38-6, S. 830–836, Leseprobe S. 830–832.
- Alois Halbmayr: Lob der Vielheit. Zur Kritik Odo Marquards am Monotheismus. Tyrolia (Salzburger Theologische Studien 13), Salzburg 2000, ISBN 3-7022-2255-3.
- Wolfgang Kersting: Hypolepsis und Kompensation – Odo Marquards philosophischer Beitrag zur Diagnose und Bewältigung der Gegenwart. In: Philosophische Rundschau, Vol. 36, Nr. 3, 1989, S. 161–186, JSTOR.
- Hartmut Lange: Über Odo Marquard. In: (ders.): Über das Poetische. Matthes & Seitz, Berlin 2017, ISBN 978-3-95757-482-4, S. 35–47.
- Rochus Leonhardt: Der philosophische Ansatz Odo Marquards, in (ders.): Skeptizismus und Protestantismus (Hermeneutische Untersuchungen zur Theologie 44), Mohr Siebeck, Tübingen 2003, ISBN 3-16-147864-9 (eingeschränkte Vorschau in der Google-Buchsuche), S. 37–142
- Hermann Lübbe: Heitere Hiobsbotschaften: Nachruf auf Odo Marquard, in: Zeitschrift für Ideengeschichte, Ausgabe Frühjahr 2016 (als PDF hier zum Download), S. 117–127.
- Norbert Ricken: Subjektivität und Kontingenz. Markierungen im pädagogischen Diskurs. Königshausen & Neumann, Würzburg 1999, ISBN 978-3-8260-1631-8 (eingeschränkte Vorschau in der Google-Buchsuche), Kapitel Marquards Philosophie der Einübung von Üblichkeiten.
- Tamás Miklós: Die Philosophie des Zögerns: Odo Marquard, der Verweigerungsverweigerer. In: (ders.): Der kalte Dämon. Versuche zur Domestizierung des Wissens. C. H. Beck München 2016, ISBN 978-3-406-68833-1, S. 214–245.
- Franz Josef Wetz: Im Gespräch mit Odo Marquard. Das Alter – mehr Ende als Ziel. In: Odo Marquard: Endlichkeitsphilosophisches. Über das Altern. Hrsg.: Franz Josef Wetz. Reclam Taschenbuch Nr. 20278, Stuttgart 2013, ISBN 978-3-15-020278-4, S. 76–95.
- Franz Josef Wetz: Nachwort. Bürgerlicher Optimismus erwächst aus existentiellem Pessimismus. In: Odo Marquard: Zukunft braucht Herkunft. Philosophische Essays. Reclam Taschenbuch Nr. 20617, Stuttgart 2003/2015, ISBN 978-3-15-020617-1, S. 307–347.